# Hans Mendl
Hans Mendl (* 21. Mai 1960 in Beilngries) ist ein deutscher römisch-katholischer Theologe und Professor für Religionspädagogik und Didaktik des Religionsunterrichts an der Universität Passau.

## Leben
Mendl studierte von 1981 bis 1988 Theologie, Germanistik und Sprecherziehung/Sprechwissenschaft an der Universität Regensburg. Für sein Werk Literatur als Spiegel christlichen Lebens. Religiöse Kinder- und Jugenderzählungen katholischer Autoren von 1750-1850 erhielt er 1995 Albertus-Magnus-Preis der Diözese Augsburg an der Katholisch-Theologischen Fakultät der Universität Augsburg. Nach beiden Staatsexamina, Promotion und Habilitation übernahm er 1999 den Lehrstuhl für Religionspädagogik und Didaktik des Religionsunterrichts an der Katholisch-Theologischen Fakultät der Universität Passau von Karl Mühlek. Mendl ist verheiratet und hat drei Kinder.

## Wissenschaftliche Schwerpunkte
- Konstruktivismus-Theorien
- Konzepte der (Religions-)Lehrerbildung – Hochschuldidaktik
- Lernen an fremden Biographien
- Lehrplan- und Schulbuch-Entwicklung
- Neue Formen des Religionsunterrichts und der religiösen Bildungsarbeit
- Religion erleben – Religion nachhaltig lernen
- Medien in der religiösen Erziehung
- (Religiöse) Identitätsbildung in digitalen Kontexten

## Mitgliedschaften
Hans Mendl war und ist in zahlreichen Gremien aktiv, so unter anderem in: 
- Konferenz der Religionspädagogen an bayerischen Universitäten (KRBU)
- Beirats-Mitglied der Fachzeitschrift „Katechetische Blätter“
- Arbeitsgemeinschaft Katholische Religionspädagogik und Katechetik
- Sachausschuss Schule und Erziehung des Diözesanrats Passau
- Wissenschaftlichen Beirat der Katholischen Akademie in München
- Fakultätsrat der Philosophischen Fakultät der Universität Passau
- Zentrum für Lehrerbildung
- Medienbeirat der Medienzentrale Passau
- Beauftragter des Departments für Katholische Theologische für den Kontakt zur Universität in Budweis

## Schriften
- Religion erleben: Praxisband Sekundarstufe. Unterrichtsbeispiele, Analysen, Materialien, Ostfildern 2024.
- Franz von Assisi für junge Leute. Näher – tiefer – weiter, Würzburg 2023.
- Heilige Räume erleben und verstehen. Praxishandbuch Kirchenraumdidaktik, Babenhausen 2023 (gemeinschaftlich mit Rudolf Sitzberger).
- Religion erleben: Praxisband Grundschule. Unterrichtsbeispiele, Analysen, Materialien, Ostfildern 2022.
- Helden wohnen nebenan. Lernen an fremden Biografien, Ostfildern 2020.
- Taschenlexikon Religionsdidaktik. Das Wichtigste für Studium und Beruf, München 2019.
- Modelle – Vorbilder – Leitfiguren. Lernen an außergewöhnlichen Biografien, Stuttgart 2015.
- Religionsdidaktik kompakt. Für Studium, Prüfung und Beruf, München 2011; 2. Auflage 2012; 3. A. 2014; 4. A. 2015; 5. A. 2016; überarbeitete und erweiterte 6. Auflage 2018; 7.A. 2019; 8.A. 2020; 9.A. 2022.
- Religion lernen. Jahrbuch für konstruktivistische Religionsdidaktik, Bd. 1: Lernen mit der Bibel, Hannover 2010 (gemeinschaftlich mit Norbert Brieden, Oliver Reis und Hanna Roose), Hannover 2010 u.ö.; Liste der Jahrbuchreihe.
- Im Land, wo Milch und Honig fließen. Der Moses-Bibelgarten in Jägerwirth, hg. v. Landkreis Passau, Kulturreferat, Passau 2008.
- Religion erleben. Ein Arbeitsbuch für den Religionsunterricht. 20 Praxisfelder, München 2008.
- Wo war Gott, als er nicht da war? (gemeinschaftlich mit Ludger Schwienhorst-Schönberger und Hermann Stinglhammer), Münster 2006.
- Religionslehrerbildung an der Universität. Profession – Religion – Habitus (gemeinschaftlich mit Hans-Georg Ziebertz, Stefan Heil und Werner Simon), Münster 2005.
- Lernen an (außer-)gewöhnlichen Biografien. Religionspädagogische Anregungen für die Unterrichtspraxis, Donauwörth 2005.
- Netzwerk ReligionslehrerInnen-Bildung, Donauwörth 2002.
- Tradition – Korrelation – Innovation. Trends der Religionsdidaktik in Vergangenheit und Gegenwart. Festschrift für Fritz Weidmann zum 65. Geburtstag, (gemeinschaftlich mit Markus Schiefer Ferrari), Donauwörth 2001.
- Zivilcourage im Dritten Reich! Und heute? Lernzirkel für den Religions-, Geschichts- und Ethikunterricht der Klassen 8 bis 11, (gemeinschaftlich mit Bernhard Gruber), Donauwörth 2000.
- AIDS. Eine Herausforderung für die Theologie, (gemeinschaftlich mit Hanspeter Heinz), Augsburg 1997.
- Literatur als Spiegel christlichen Lebens. Religiöse Kinder- und Jugenderzählungen katholischer Autoren von 1750-1850, St. Ottilien 1995.